# Carlos Montezuma
Carlos Montezuma (o Wassaja) (Arizona, 1866 – Arizona, gennaio 1923) è stato un medico nativo americano, attivista e membro fondatore della Society of American Indians.

## Biografia
"Sono un indiano Apache, nato intorno all'anno 1866... nei pressi di Four Peaks, in Arizona" - così il dottor Montezuma si presenta in una lettera indirizzata nel 1905 allo Smithsonian Institution. Il suo nome indiano è Wassaja (che significa "segnalazione" o "cenno"). Suo padre è un capo di nome Co-cu-ye-vah e sua madre si chiama Thil-ge-ya. Nell'ottobre del 1871, all'età di 5 anni, Wassaja è catturato da una banda di predoni indiani Pima insieme ad altri bambini per essere venduti in cambio di denaro o cavalli. Nel piccolo e sperduto villaggio di Adamsville in Arizona il bambino attrae l'attenzione del fotografo napoletano Carlo Gentile, che per caso si trova nella zona per il suo lavoro di documentazione etnografica sui nativi americani. Gentile, un uomo colto e liberale che da Napoli si è trasferito in America attorno al 1856, non solo riscatta il bambino per trenta dollari d'argento dai suoi rapitori ma lo adotta come suo figlio. Il nome adottivo "Carlos Montezuma" è inteso da Gentile come un omaggio al patrimonio culturale del bambino: è suggerito in parte dal nome dello stesso Gentile, e in parte dalle rovine del castello di Montezuma vicino ad Adamsville.
Negli anni successivi, Wassaja/Carlos accompagna il padre adottivo nelle sue pionieristiche spedizioni fotografiche ed etnografiche in Arizona, New Mexico e Colorado. Per alcuni mesi, nel 1872-73, essi si uniscono anche alla compagnia teatrale di Buffalo Bill, dove il ragazzo appare sotto il nome di Azteka, l'Apache figlio di Cochise come interprete dell'azione scenica The Scouts of the Prairie in città come Chicago, St. Louis, Cincinnati, Louisville, Cleveland e Pittsburgh, mentre Gentile produce e vende foto promozionali dei membri del cast.
Gentile e Montezuma risiedono a Chicago e poi a New York per alcuni anni fino a quando la perdita di tutti i suoi averi in un incendio nel 1877 costringe Gentile a tornare per un po' alla sua vita itinerante e quindi a Chicago, dove riprende la sua attività di fotografo ed editore. Wassaja ha ricevuto regolare istruzione dal suo padre adottivo e ha frequentato le scuole pubbliche a Chicago (1872-75), Galesburg (1875-1877) e Brooklyn (1877-1878). Rivela un talento naturale per gli studi e una sete di sapere che Gentile si rende conto adesso di non poter più soddisfare con le sole sue forze. Nell'autunno del 1878 Gentile si rivolge al reverendo George W. Ingalls dell'Indian Department of the American Baptist Home Mission. Wassaja è affidato alle cure del pastore battista William H. Steadman, di Urbana (Illinois).
A dodici anni il ragazzo può ora dedicarsi interamente allo studio. In un solo anno completa cum laude le scuole superiori di Urbana nel 1879. Un altro anno di studio e preparazione è sufficiente per guadagnargli l'ammissione alla Università dell'Illinois nel 1880. Wassaja ha solo quattordici anni. All'università studia inglese, matematica, tedesco, fisiologia, microscopia, zoologia, mineralogia, fisica, fisiologia, scienze mentali, logica, storia costituzionale, economia politica, e geologia, eccellendo in chimica, di cui frequenta i corsi ogni trimestre. Montezuma (o Monte, come affettuosamente è chiamato dai suoi compagni di università) inizia anche la sua attività pubblica a sostegno dei diritti dei nativi americani. Il 5 maggio 1883 sul giornale dell'università, The Illini, si parla di un appassionato discorso su The Indian's Bravery' che Montezuma ha pronunciato la sera prima di fronte a un vasto pubblico, in cui egli con orgoglio "ha paragonato gli Indiani agli Spartani alle Termopili".
Terminati di studi presso l'Università dell'Illinois nel 1884, Montezuma torna a Chicago. Si iscrive al Chicago Medical College (la Facoltà di medicina della Northwestern University) e nel 1889 consegue la laurea in medicina. Lo stesso anno ottiene l'abilitazione per praticare la professione medica. Montezuma è non solo il primo studente nativo-americano ad aver frequentato l'Università dell'Illinois e la Northwestern University, è anche in assoluto il primo nativo americano ad ottenere la laurea in medicina in una università americana.
Già nel periodo in cui frequenta la Medical School, Montezuma è entrato in corrispondenza con Richard Henry Pratt, convinto assimilazionista e fondatore della Carlisle Indian School in Pennsylvania. Agli occhi di Pratt Montezuma rappresenta l'esempio vivente di ciò che un nativo americano possa raggiungere attraverso l'educazione. Nel 1887 Montezuma è invitato a offrire delle pubbliche conferenze sul tema a Filadelfia e New York. Grazie a questi contatti, immediatamente dopo la laurea Montezuma riceve l'offerta dal Bureau of Indian Affairs (BIA) di operare come medico nelle riserve indiane del Nord Dakota, Nevada, e dello stato di Washington. Nel luglio del 1893 viene infine invitato dallo stesso Pratt a lavorare presso la Carlisle Indian Industrial School in Pennsylvania. La collaborazione con Pratt, insieme alle sue esperienze di lavoro nelle riserve, contribuisce in modo fondamentale a formare le sue idee sulla politica verso i nativi americani.
Il 27 ottobre 1893, il padre adottivo di Wassaja, Carlo Gentile muore a Chicago. Montezuma aveva visitato l'ultima volta Gentile durante l'estate 1893, mentre dallo Stato di Washington si recava al suo nuovo lavoro a Carlisle. Trovandosi ora in Pennsylvania, Montezuma non è in grado di partecipare al funerale. Fornisce aiuto finanziario alla vedova di Gentile e per una ironia della sorte, diviene per qualche tempo il custode del figlio di sei anni di Gentile (anch'egli chiamato Carlos) fino a quando la vedova di Gentile e il bambino si trasferiscono in California.
All'inizio del 1896 il Dr. Carlos Montezuma torna a Chicago per aprire un suo studio medico privato. Nel 1900, si reca in Arizona come medico della celebre squadra di football della Carlisle Indian School, allenata da Pop Warner. La breve visita segna un'altra svolta fondamentale nella vita di Montezuma. L'anno successivo egli è di nuovo in Arizona, questa volta per ristabilire i contatti con membri della sua famiglia che non vedeva dal tempo del suo rapimento. L'avversione di Montezuma per le riserve si attenua nel vedere l'attaccamento del suo popolo alla terra ancestrale che essi considerano come la loro patria. Il suo appoggio è determinante per la creazione nel 1903 della Fort McDowell Yavapai or Mohave-Apache Reservation. Fino alla sua morte egli resterà impegnato nella difesa dei diritti del suo popolo nella riserva.
Nel 1905 Montezume è ormai diventato un leader nativo-americano di rilevanza nazionale. Comincia ad attaccare pubblicamente il governo per le condizioni imposte ai nativi americani. È ora diventato un oppositore del Bureau of Indian Affairs (BIA); per due volte gli è offerto il posto di commissario degli affari indiani, ma rifiuta. È invece nel 1911 tra i membri fondatori della Society of American Indians, la prima organizzazione per i diritti civili creata e diretta dagli stessi nativi americani. Nel 1916 lancia una rivista mensile dal titolo Wassaja che egli usa come piattaforma per diffondere le sue idee sul BIA e sull'educazione, i diritti civili e la cittadinanza dei nativi americani.
Quando nel 1922 Montezuma si ammala gravemente di tubercolosi, decide di tornare definitivamente in Arizona nella terra del suo popolo. Lì muore il 31 gennaio 1923 e viene sepolto nel cimitero indiano di Fort McDowell.